# Amina Hussein
Amina Hussein   (Qamishli, 1988) és una periodista i traductora kurda.

## Trajectòria
Va néixer a la ciutat kurdosiriana de Qamixli, al sud-est de Síria, però es va formar com a periodista a Barcelona. Davant la impossibilitat d'anar a la universitat al seu país, es va establir a Barcelona el 2006 com a refugiada política. Després d'11 anys, el 2017 es va graduar en Periodisme per la Universitat Pompeu Fabra.
Parla kurd, àrab, català i castellà. Ha treballat per a diversos mitjans de premsa catalans i per a la Radiotelevisió del Kurdistan on, el 2017, va entrevistar el president Carles Puigdemont la vigília del referèndum sobre la independència de Catalunya. És una defensora de la llibertat i la sobirania del poble kurd, i és una veu crítica amb les polítiques europees en la crisi dels refugiats a Europa.
El 2021, va rebre el Reconeixement Ànima Ciutat de Mollerussa, impulsat per l'Ajuntament de Mollerussa «per la seva labor compromesa i el seu coratge en donar visibilitat a la Revolució de Rojava».